# William Smallwood

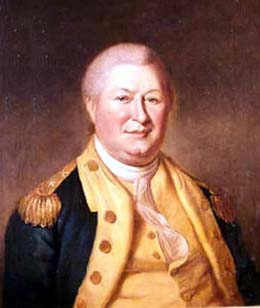
William Smallwood (Porträt von Charles Willson Peale)

William Smallwood (* um 1732 im Charles County, Province of Maryland; † 14. Februar 1792 in Marbury, Maryland) war ein US-amerikanischer Politiker und von 1785 bis 1788 Gouverneur des Bundesstaates Maryland.

## Frühe Jahre und Aufstieg
Das genaue Geburtsdatum von William Smallwood ist unbekannt. Die Quellen gehen aber von einem Datum um das Jahr 1732 aus. Zum Zeitpunkt seiner Geburt war Maryland noch britische Kolonie. Seine Schulbildung erhielt er sowohl in seiner Heimat als auch im Mutterland England. Seine politische und militärische Laufbahn begann noch vor der Unabhängigkeitserklärung der Vereinigten Staaten. Er war während des sogenannten French and Indian War, der amerikanischen Variante des Siebenjährigen Krieges, zwischen 1756 und 1763 Offizier der Briten. Ab 1761 war er Mitglied des kolonialen Parlaments von Maryland. Dort verblieb er über 10 Jahre lang.

## Weitere Laufbahn
Beim Ausbruch des Unabhängigkeitskrieges schloss er sich der Kontinentalarmee der Amerikaner an. In diesem Krieg zeichnete er sich durch seine Tapferkeit in mehreren Schlachten aus. Bis zum Ende des Krieges hatte er es bis zum Generalmajor gebracht. Nach dem Krieg wurde er in den Jahren 1785, 1786 und 1787 jeweils zum Gouverneur seines Staates gewählt. Damit konnte er zwischen dem 26. November 1785 und dem 24. November 1788 dieses Amt ausüben. In dieser Zeit spielte er eine wichtige Rolle bei der Ratifizierung der US-Verfassung durch die Delegierten seines Staates. Im Jahr 1791 wurde Smallwood in den Senat von Maryland gewählt. Danach war er der erste Präsident der Maryland Society of Cincinnati. William Smallwood starb am 14. Februar 1792.